# Station Biała Podlaska Miasto
Station Biała Podlaska Miasto is een spoorwegstation in de Poolse plaats Biała Podlaska.